# Třída Krečet
Třída Krečet (jinak též třída Pylkij) byla třída torpédoborců ruského carského námořnictva. Čtyřkomínové torpédoborce konstrukčně navazovaly na prototyp Sokol. Celkem bylo postaveno 26 jednotek této třídy. Byly to první sériově stavěné ruské torpédoborce. Zařazeny byly do Tichooceánského, Baltského a Černomořského loďstva. Nasazeny byly za Rusko-japonské války, první světové války a Ruské občanské války. Pět jich ukořistilo Finsko a dva Japonsko.

## Stavba
Celkem bylo v letech 1896–1903 postaveno 26 jednotek této třídy. Do stavby se zapojily loděnice Crichton, Ižora a Něvskij v Petrohradu. Roku 1902 byly torpédoborce přejmenovány. Celkem 11 torpédoborců bylo po železnici po sekcích přepraveno na Dálný východ, kde byly sestaveny v Port Arthuru.
Jednotky třídy Krečet:
| Jméno                    | Loděnice | Založený kýlu | Spuštěna | Vstup do služby | Status |
| ------------------------ | -------- | ------------- | -------- | --------------- | --- |
| Koršun                   | Crichton | 1896          | 1898     | 1898            | Od roku 1902 Poslušnyj. Od roku 1914 minolovka, v dubnu 1918 ukořistěn Finy jako S4, vrácen SSSR a vyřazen 1922.                                  |
| Krečet                   | Crichton | 1896          | 1898     | 1898            | Od roku 1902 Pylkij. Vyřazen 1911. |
| Pročnyj (ex Jastreb)     | Ižora    | 1897          | 1898     | 1900            | Od roku 1914 minolovka, roku 1918 přesunut do Kaspického moře, vyřazen 1922.                                                                      |
| Poražajuščij (ex Nyrok)  | Ižora    | 1897          | 1898     | 1900            | Od roku 1914 minolovka, roku 1918 přesunut do Kaspického moře, vyřazen 1922.                                                                      |
| Pronzitělnyj (ex Berkut) | Ižora    | 1897          | 1899     | 1900            | Vyřazen 1911. |
| Prozorlivyj (ex Gagara)  | Něvskij  | 1898          | 1899     | 1901            | Od roku 1914 minolovka, v dubnu 1918 ukořistěn Finy jako S2, dne 2. října 1925 ztroskotal.                                                        |
| Rezvyj (ex Voron)        | Něvskij  | 1898          | 1899     | 1901            | Od roku 1914 minolovka, v dubnu 1918 ukořistěn Finy jako S3, vrácen SSSR a vyřazen 1922.                                                          |
| Retivyj (ex Filin)       | Něvskij  | 1898          | 1900     | 1901            | Od roku 1914 minolovka, roku 1918 přesunut do Kaspického moře, vyřazen 1922.                                                                      |
| Rjanyj (ex Sova)         | Něvskij  | 1898          | 1900     | 1901            | Od roku 1914 minolovka, v dubnu 1918 ukořistěn Finy jako S1, vyřazen 1930.                                                                        |
| Podvižnyj (ex Albatros)  | Ižora    | 1898          | 1901     | 1901            | Od roku 1914 minolovka, v dubnu 1918 ukořistěn Finy jako S5, vyřazen 1930.                                                                        |
| Rešitělnyj (ex Kondor)   | Ižora    | 1897          |          | 1902            | Dne 12. srpna 1904 zajat Japonskem, přejmenován na Akacuki.                                                                                       |
| Strogij (ex Lebeď)       | Crichton | 1899          | 1901     | 1902            | Od roku 1920 Badina, vyřazen 1939. |
| Smetlivyj (ex Pelikan)   | Crichton | 1899          | 1901     | 1902            | Dne 18. června 1918 byl v Novorossijsku potopen vlastní posádkou, aby nebyl zajat Brity.                                                          |
| Svirepyj (ex Pavlin)     | Crichton | 1899          | 1901     | 1902            | Od roku 1920 Lejtěnant Šmidt, vyřazen 1939. |
| Stremitělnyj (ex Fazan)  | Crichton | 1899          | 1901     | 1902            | Dne 18. června 1918 byl v Novorossijsku potopen vlastní posádkou, aby nebyl zajat Brity.                                                          |
| Serdityj (ex Bekas)      | Něvskij  | 1899          | 1901     | 1902            | Vyřazen 1922. |
| Smelyj (ex Gorlica)      | Něvskij  | 1899          |          | 1902            | Vyřazen 1922. |
| Storoževoj (ex Grach)    | Něvskij  | 1899          |          | 1902            | Dne 16. prosince 1904 byl v Port Arthuru poškozen japonskými torpédoboci. Dne 2. ledna 1905 byl před pádem Port Arthuru potopen vlastní posádkou. |
| Stěreguščij (ex Kulik)   | Něvskij  | 1900          |          | 1903            | Dne 10. března 1904 byl potopen japonskými torpédoborci.                                                                                          |
| Razjaščij (ex Drozd)     | Ižora    | 1899          |          | 1902            | Dne 2. ledna 1905 byl před pádem Port Arthuru potopen vlastní posádkou.                                                                           |
| Rastoropnyj (ex Djatěl)  | Ižora    | 1899          |          | 1902            | Dne 16. listopadu 1904 potopen svou posádkou v Jen-tchaj.                                                                                         |
| Silnyj (ex Baklan)       | Něvskij  | 1899          |          | 1902            | Dne 2. ledna 1905 byl před pádem Port Arthuru potopen vlastní posádkou. Byl vyzvednut a zařazen do japonského námořnictva jako Fumizuki.          |
| Skoryj (ex Perepel)      | Něvskij  | 1900          | 1903     | 1903            | Vyřazen 1922. |
| Strašnyj (ex Škvorec)    | Něvskij  | 1900          |          | 1903            | Dne 13. dubna 1904 byl potopen japonskými torpédoborci.                                                                                           |
| Strojnyj (ex Strij)      | Něvskij  | 1900          |          | 1903            | Dne 13. listopadu 1904 se v Port Arthuru potopil na japonské mině.                                                                                |
| Statnyj (ex Ščegol)      | Něvskij  | 1900          | 1903     | 1903            | Vyřazen 1922. |

## Konstrukce

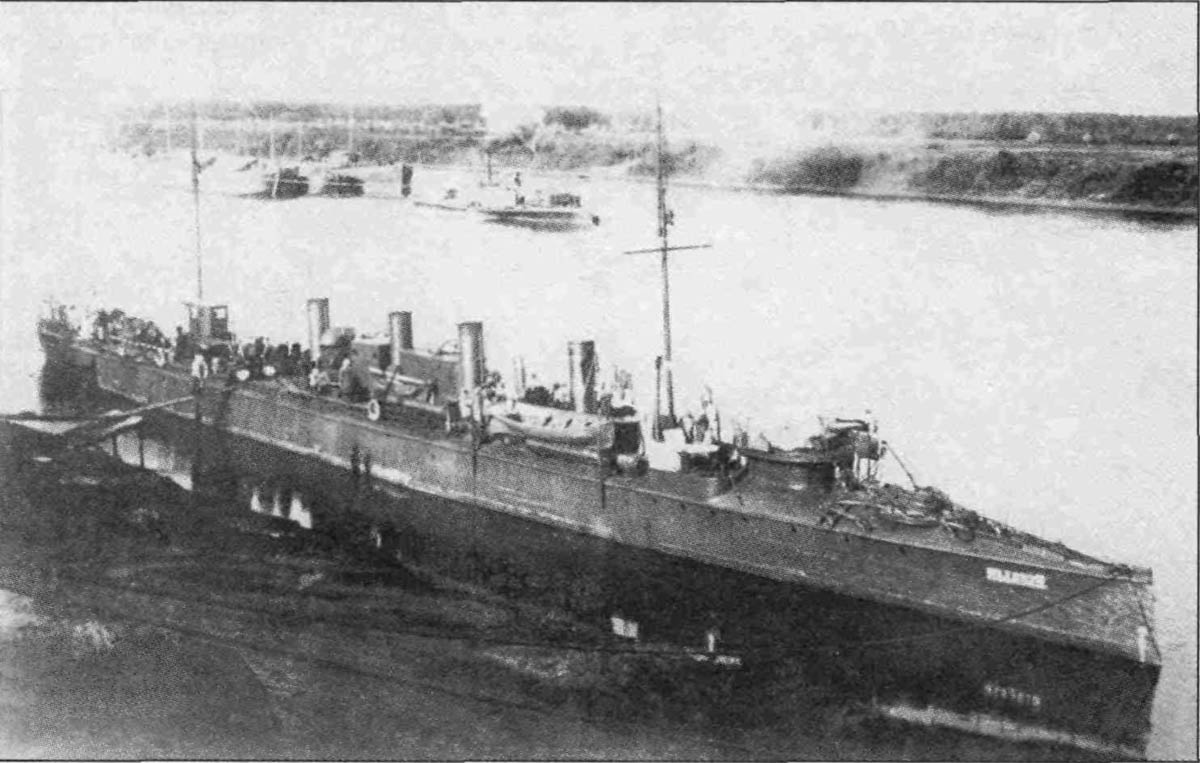
Pylkij

Mezi rozměry a výkony jednotlivých plavidel existovaly odlišnosti. Výzbroj představoval jeden 75mm kanón, tři 47mm kanóny a dva 381mm torpédomety. Pohonný systém tvořily čtyři kotle Yarrow a dva parní stroje o výkonu 3800 hp, pohánějící dva lodní šrouby. Sedm torpédoborců neslo osm menších kotlů. Nejvyšší rychlost dosahovala 27,5 uzlu. Dosah byl 450–660 námořních mil při rychlosti 13 uzlů.

### Modifikace
Před první světovou válkou bylo složení výzbroje upraveno na dva 75mm kanóny a dva 381mm torpédomety. Část plavidel byla vybavena pro nesení 10–12 min.